# Linje 7 (Pekings tunnelbana)

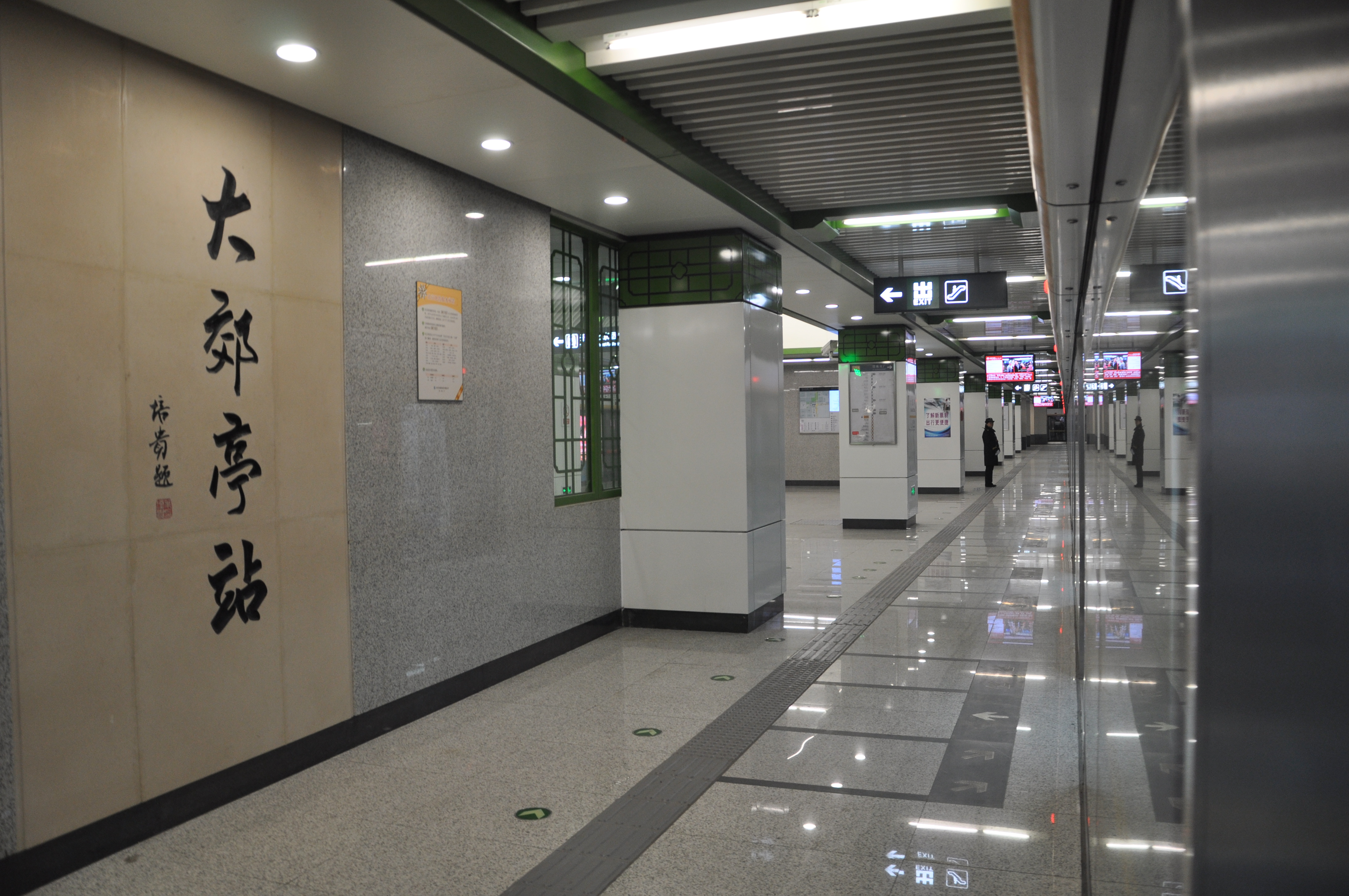
Stationen Dajiatong på Linje 7.

Linje 7 (北京地铁7号线; Běijīng dìtiě qīhào xiàn) är en linje i Pekings tunnelbana. Linje 7 trafikerar södra delen av Peking i öst- västlig riktning. Linjen utgår i väst från Pekings västra järnvägsstation i Fengtaidistriktet och fortsätter öster ut parallellt med, och söder om Chang'anavenyn. Efter östra Fjärde ringvägen viker linjen av mot syd och sydväst tills den slutar vid stationen Jiaohuachang vid sydöstra Femte ringvägen i Chaoyangdistriktet. Linje 7 är i kartor och på skyltar märkt med ljus orange färg.     
Linje 7 trafikerar 19 stationer och är 22,8 km lång.. Linje 7 öppnade 28 december 2014 I framtiden paneras Linje 7 expanderas med ytterligare 4 stationer. Stationerna till Linje 7 är dimensionerade för tåg med 8 vagnar att jämföra med att Pekings tunnelbana överlag är dimensionerad för tåg med 6 vagnar.

## Lista över stationer
Från väster mot öster:
- Beijing West Railway Station（北京西站) (byte till      Linje 4)
- Wanzi（湾子）
- Daguanying（达官营）
- Guang'anmennei（广安门内）
- Caishikou（菜市口） (byte till      Linje 9)
- Hufangqiao（虎坊桥）
- Zhushikou（珠市口）
- Qiaowan（桥湾）
- Ciqikou（磁器口) (byte till      Linje 5)
- Guangqumennei（广渠门内）
- Guangqumenwai（广渠门外）
- Jiulongshan（九龙山) (byte till      Linje 14)
- Dajiaoting（大郊亭）
- Baiziwan（百子湾）
- Huagong（化工）
- Nanlouzizhuang（南楼梓庄）
- Happy Valley Scenic Area（欢乐谷景区）
- Shuanghe（双合）
- Jiaohuachang（焦化厂）